# Dog Whisperer
Dog Whisperer (no Brasil e em Portugal: O Encantador de Cães) é uma série exibida originalmente no canal de TV a cabo National Geographic Channel, pelo Animal Planet e, mais recentemente, no Discovery Channel. Está atualmente (início de 2012) na sétima temporada, já produziu mais de 130 episódios, e é apresentado pelo especialista em comportamento canino Cesar Millan. O programa se popularizou pelo lema de Cesar: Eu reabilito cães e treino pessoas. Nesse programa, Cesar Millan trata de casos quase sempre de cães agressivos ou com alguma fobia. O programa foi exibido pela primeira vez na TV aberta brasileira na RedeTV! no dia 11 de fevereiro de 2012.
Em alguns episódios, Cesar trata de cães "caso zona vermelha" (expressão que Cesar usa para denominar cães que vão matar outro). Cesar, com uma certa frequência, leva os cães para seu "Centro de Reabilitação", que, certas ocasiões, fica perto da moradia do dono do cão em questão. No "Centro de Reabilitação", há mais de 50 cães, em especial Daddy, o preferido de Cesar. Um dos episódios foi inteiramente dedicado à escolha de um sucessor de Daddy, que segundo o próprio Cesar, já estava ficando velho e com problemas visuais e auditivos. Infelizmente, Daddy veio à óbito no dia 13 de fevereiro de 2010, aos 16 anos.

## Formato do programa
Cada episódio começa com os dizeres: Não tente essas técnicas sozinho sem consultar um profissional. O(s) dono(s) relatam o caso, provavelmente aos diretores da série (um cameraman fica responsável por mostrar a convivência entre o cão e os donos em seus respectivos cotidianos). Logo depois, Cesar chega à residência de carro, cuja placa leva o nome do adestrador canino e, recebido pelos seus "clientes", pergunta "Em que posso ajudar?" e outras variantes.

## História
Em 2002, Cesar Millan recebeu ofertas de vários produtores, e optou por trabalhar com Sheila Emery e Sumner Kay. Eles decidiram se unir ao MPH Entertainment, Inc. para produzir o piloto de uma série. Os produtores tiveram conversas preliminares com o Animal Planet, mas a rede não se comprometeu a exibir somente um piloto. O National Geographic Channel demonstrou interesse no programa, exigindo 26 episódios de meia-hora. O primeiro episódio da série foi lançado em 13 de setembro de 2004.
O nome do programa é semelhante ao do livro de Paul Owens, lançado em 1999: The Dog Whisperer. Para evitar confusões, Owens decidiu modificar o nome para The Dog Whisperer Original.
A série foi espalhada de boca em boca, mas a primeira temporada não se fixou no horário nobre e não ganhou muita audiência. Na segunda temporada, os episódios agora tinham uma hora de duração e foram transferidos para o horário nobre, ganhando agora mais audiência. No segundo semestre de 2010, a FOX concordou com a National Geographic Channel a exibir Dog Whisperer/O Encantador de Cães.